# Macroscelides micus
Macroscelides micus (denumit în mod uzual „Sengi cu urechi rotunde de Etendeka”') este o specie de "șoarece elefant" din familia Macroscelididae și cel mai mic membru dintre cele 19 familii de sengi ale ordinului Macroscelidea. Speciile din ordinul Macroscelidea nu sunt înrudite cu familia Soricidae, ci sunt animale insectivore mai apropiate genetic de elefant, porc furnicar sau lamantin. 
Macroscelides micus a fost descoperit în Namibia de către cercetătorii California Academy of Sciences, descrierea speciei fiind publicată în Journal of Mammalogy.